# Danekræ
Danekræ er jordfundne naturhistoriske genstande fra Danmark af enestående videnskabelig eller udstillingsmæssig værdi. Begrebet blev indført i 1989 ved en revision af Museumsloven. Fra 1. januar 2002 tilhører danekræ staten og skal straks afleveres til Statens Naturhistoriske Museum, men kan også afleveres hos en af landets øvrige statsanerkendte naturhistoriske museer.
I år 2000, hvor man var nået op på at have fundet omkring 250 danekræ, åbnede Geologisk Museum en særudstilling med danekræ.. Ved udgangen af år 2018 var antallet af fundne danekræ steget til 784.
- Fuglehovede med fjer. Danekræ nr. 200
- Skildpaddeungen "Luffe" Danekræ nr. 567.
- Krabbe Portofuria enigmatica. Danekræ nr. 266
- Reje Penaeus hamleti. Danekr nr. 49

## Klassificering af danekræ
Kun enestående fund er omfattet at loven om danekræ, og i hver enkelt tilfælde er det op til en vurdering i danekræudvalget om et fund erklæres danekræ. Generelt gælder det at følgende genstande er omfattet af loven:
- Sjældne eller meget velbevarede fossiler (:forstenede dyr og planter)

- Sjældne dyreskeletter eller dele heraf fra istiderne og tiden efter

- Alle meteoritter, der er fundet eller faldet i Danmark

- Krystaller af usædvanlig størrelse eller form

- Mineraler og bjergarter med sjælden sammensætning eller forekomstmåde

Loven om danekræ gælder kun for fund med dansk oprindelse eller genstande der er ført til landet uden hjælp fra menesker. Sjældne nulevende dyr og planter hører ikke under loven om danekræ, men er omfattet af naturbeskyttelsesloven.

## Danebæ
Danebæ er en nyere betegnelse for et forstenet ekskrement, der kan kvalificeres som værende danekræ. Udtrykket er f.eks. brugt i danske aviser i 2011 og 2012. Udtrykket blev populariseret i den brede befolkning i begyndelsen af 2012 da et 140 millioner år gammelt stykke danebæ på Bornholm blev udnævnt til danekræ.